# Saison 2006-2007 du Racing Club de Lens
Maillots
Chronologie
Saison précédente Saison suivante
La saison 2006-2007 du RC Lens est la 16e saison consécutive du Racing Club de Lens parmi l'élite.
L'équipe est pour la seconde fois entraînée par Francis Gillot. 
Cette saison sera marquée par une qualification européenne via une cinquième place accrochée en Ligue 1. 

## Résumé de la saison

### Coupes

#### Coupe de La Ligue
En Coupe de la Ligue, le Racing doit se déplacer à Créteil (Ligue 2). Malgré l'ouverture du score du club recevant via Thierry Argelier, les lensois écrasent leur adversaire en marquant successivement dans la partie 4 buts signés Sébastien Grégori (contre son camp), Issam Jemâa (doublé) et Aruna Dindane. En huitièmes de finale, les artésiens se déplacent au Mans (Ligue 1) mais n'ont pas la même réussite qu'au tour précédent, Lens encaisse 3 buts dans le match par l'intermédiaire d'Ismaël Bangoura (doublé) et Romaric. Daniel Cousin sauve l'honneur en marquant en fin de match mais sans conséquences.

#### Coupe de France
En Coupe de France, Lens débuta son parcours en se déplaçant à Nancy club de Ligue 1. Le match s'avère être spectaculaire puisqu'il se solde par un score de 3-3 malgré le carton rouge adressé à Issam Jemâa. Les buteurs lensois sont Jemâa, Dindane et Monnet-Paquet. La rencontre se termine lors d'une séance de tirs au but où les artésiens s'imposeront 9-8. Lens se déplace ensuite à Orléans, club amateur de CFA (D4), la logique est respectée et les Lensois s'imposeront 3-1 via des buts de Cousin, Thomert et Demont. En huitièmes de finale, Lens se déplace à Clermont, club de National (D3). Là encore, il n'y aura aucun débat avec une victoire écrasante 4-1. Les buteurs sont Seydou Keïta, Cousin, Carrière et Darchy (contre son camp). En quarts de finale, Lens se déplace à Montceau-les-Mines, club de CFA (D4). Si sur le papier Lens est grand favori pour aller en demi, sur le terrain c'est une autre histoire. Les Sang et Or encaisseront un but sur pénalty en fin de match et se font éliminer à la surprise générale. 

## Mercato

### Divers
| Date | Durée | Nom                 |
| ---- | ----- | ------------------- |
| 2006 | 3 ans | Mohamed Diamé       |
| 2006 | 3 ans | Frédéric Gaillard   |
| 2006 | 3 ans | Bedsenté Gomis      |
| 2006 | 3 ans | Adil Hermach        |
| 2006 | 3 ans | Kévin Monnet-Paquet |
| 2006 | 3 ans | Adel Taarabt        |

### Mercato d'été
| Départ/Arrivée        | Type de transfert     | Date                  | Prix      | Durée | Nom                      | Provenance / Destination      |
| --------------------- | --------------------- | --------------------- | --------- | ----- | ------------------------ | ----------------------------- |
| Arrivées              | Retour de prêt        | 1 août                | -         |       | Mounir Diane             | SC Bastia (D2)                |
| Arrivées              | Retour de prêt        | 1 juillet             | -         |       | Daouda Jabi              | AC Ajaccio (D2)               |
| Arrivées              | Retour de prêt        | 1 août                |           |       | Lesly Malouda            | FC Istres (D2)                |
| Arrivées              | Transfert définitif   | 1 juillet             | 1 M€      | 5 ans | Razak Boukari            | LB Châteauroux (D2)           |
| Arrivées              | Transfert définitif   | 1 juillet             | 6 M€      | 5 ans | Sidi Keïta               | RC Strasbourg (D2)            |
| Arrivées              | Transfert définitif   | 30 août               | 3 M€      | 4 ans | Nenad Kovačević          | Étoile rouge de Belgrade (D1) |
| Arrivées              | Transfert définitif   | 1 juillet             | 500 000 € | 4 ans | Marco Ramos              | LB Châteauroux (D2)           |
| Arrivées              | Transfert définitif   | 1 juillet             | 0 € (f.c) | 4 ans | Grégory Vignal           | Portsmouth FC (D1)            |
| Total (9 mouvements)  | Total (9 mouvements)  | Total (9 mouvements)  | 10.5 M€   |       |                          |                               |
| Départs               | Retour de prêt        | 1 juillet             |           |       | Pierre-Alain Frau        | Olympique lyonnais (D1)       |
| Départs               | Retour de prêt        | 1 juillet             |           |       | Guillermo Rodríguez      | Danubio FC (D1)               |
| Départs               | Prêt                  | 1 juillet             |           | 1 an  | Daouda Jabi              | Grenoble Foot (D2)            |
| Départs               | Prêt                  | 1 juillet             |           | 1 an  | Jimmy Kébé               | LB Châteauroux (D2)           |
| Départs               | Prêt                  | 1 juillet             |           | 1 an  | Seïd Khiter              | AC Ajaccio (D2)               |
| Départs               | Prêt                  | 1 juillet             |           | 1 an  | Jonathan Lacourt         | ESTAC Troyes (D1)             |
| Départs               | Prêt                  | 1 juillet             |           | 1 an  | Jonathan Martins Pereira | Amiens SC (D2)                |
| Départs               | Transfert définitif   | 15 août               | 6.25 M€   |       | Alou Diarra              | Olympique lyonnais (D1)       |
| Départs               | Transfert définitif   | 1 juillet             | 0 € (f.c) |       | Alessandro Furtado       | Yverdon-Sport FC (D2)         |
| Départs               | Transfert définitif   | 1 juillet             | 5 M€      |       | Benoît Assou-Ekotto      | Tottenham Hotspur (D1)        |
| Départs               | Transfert définitif   | 1 juillet             | 0 € (f.c) |       | Yoann Lachor             | CS Sedan (D1)                 |
| Total (11 mouvements) | Total (11 mouvements) | Total (11 mouvements) | 11.25 M€  |       |                          |                               |

### Mercato d'hiver
| Départ/Arrivée       | Type de transfert    | Date                 | Prix      | Durée  | Nom                 | Provenance / Destination      |
| -------------------- | -------------------- | -------------------- | --------- | ------ | ------------------- | ----------------------------- |
| Arrivée              | Transfert définitif  | 30 janvier           | 200 000 € | 6 mois | Damien Tixier       | UD Leiria (D1)                |
| Arrivée              | Transfert définitif  | 31 janvier           | 1.5 M€    | 2 ans  | Olivier Monterrubio | Stade rennais (D1)            |
| Arrivée              | Transfert définitif  | 1 janvier            | 4.1 M€    | 4 ans  | Milan Biševac       | Étoile rouge de Belgrade (D1) |
| Total (3 mouvements) | Total (3 mouvements) | Total (3 mouvements) | 5.8 M€    |        |                     |                               |
| Départ               | Prêt                 | 1 janvier            |           | 6 mois | Grégory Vignal      | 1. FC Kaiserslautern (D2)     |
| Départ               | Prêt                 | 2 janvier            |           | 6 mois | Adel Taarabt        | Tottenham Hotspur (D1)        |
| Départ               | Prêt                 | 31 janvier           |           | 6 mois | Jussiê              | Girondins de Bordeaux (D1)    |
| Départ               | Transfert définitif  | 1 janvier            |           |        | Kamil Zayatte       | Young Boys Berne (D1)         |
| Départ               | Transfert définitif  | 31 janvier           | 4.5 M€    |        | Olivier Thomert     | Stade rennais (D1)            |
| Total (3 mouvements) | Total (3 mouvements) | Total (3 mouvements) | 4.5 M€    |        |                     |                               |

## Statistiques joueurs
|                  | Championnat                            | Championnat                             | Championnat   | Championnat          | Championnat          | Coupe de la Ligue                      | Coupe de la Ligue                       | Coupe de la Ligue | Coupe de la Ligue    | Coupe de la Ligue    | Coupe de France                        | Coupe de France                         | Coupe de France | Coupe de France      | Coupe de France      | Coupe UEFA                             | Coupe UEFA                              | Coupe UEFA    | Coupe UEFA           | Coupe UEFA           | Total                                  | Total                                   | Total         |                           |
| Joueur           | Matches disputés en tant que titulaire | Matches disputés en tant que remplaçant | Buts inscrits | Cartons jaunes reçus | Cartons rouges reçus | Matches disputés en tant que titulaire | Matches disputés en tant que remplaçant | Buts inscrits     | Cartons jaunes reçus | Cartons rouges reçus | Matches disputés en tant que titulaire | Matches disputés en tant que remplaçant | Buts inscrits   | Cartons jaunes reçus | Cartons rouges reçus | Matches disputés en tant que titulaire | Matches disputés en tant que remplaçant | Buts inscrits | Cartons jaunes reçus | Cartons rouges reçus | Matches disputés en tant que titulaire | Matches disputés en tant que remplaçant | Buts inscrits | Notes                     |
| ---------------- | -------------------------------------- | --------------------------------------- | ------------- | -------------------- | -------------------- | -------------------------------------- | --------------------------------------- | ----------------- | -------------------- | -------------------- | -------------------------------------- | --------------------------------------- | --------------- | -------------------- | -------------------- | -------------------------------------- | --------------------------------------- | ------------- | -------------------- | -------------------- | -------------------------------------- | --------------------------------------- | ------------- | ------------------------- |
| Seydou Keita     | 37                                     | 0                                       | 11            | 5                    | 0                    | 1                                      | 0                                       | 0                 | 1                    | 0                    | 3                                      | 0                                       | 1               | 2                    | 0                    | 10                                     | 0                                       | 0             | 3                    | 0                    | 51                                     | 0                                       | 12            |                           |
| Vitorino Hilton  | 37                                     | 0                                       | 2             | 2                    | 0                    | 0                                      | 0                                       | 0                 | 0                    | 0                    | 2                                      | 0                                       | 0               | 0                    | 0                    | 10                                     | 0                                       | 0             | 2                    | 0                    | 49                                     | 0                                       | 2             |                           |
| Charles Itandje  | 38                                     | 0                                       | 0             | 1                    | 0                    | 0                                      | 0                                       | 0                 | 0                    | 0                    | 0                                      | 0                                       | 0               | 0                    | 0                    | 8                                      | 0                                       | 0             | 1                    | 0                    | 46                                     | 0                                       | 0             |                           |
| Adama Coulibaly  | 33                                     | 0                                       | 2             | 3                    | 0                    | 2                                      | 0                                       | 0                 | 1                    | 0                    | 3                                      | 0                                       | 0               | 1                    | 0                    | 6                                      | 0                                       | 0             | 0                    | 0                    | 44                                     | 0                                       | 2             |                           |
| Yohan Demont     | 34                                     | 2                                       | 2             | 8                    | 0                    | 1                                      | 0                                       | 0                 | 0                    | 0                    | 1                                      | 2                                       | 1               | 0                    | 0                    | 6                                      | 3                                       | 0             | 3                    | 0                    | 43                                     | 7                                       | 3             |                           |
| Aruna Dindane    | 34                                     | 0                                       | 11            | 7                    | 0                    | 1                                      | 1                                       | 1                 | 0                    | 0                    | 1                                      | 1                                       | 1               | 0                    | 0                    | 5                                      | 1                                       | 3             | 2                    | 0                    | 41                                     | 3                                       | 15            |                           |
| Éric Carrière    | 25                                     | 7                                       | 2             | 0                    | 0                    | 2                                      | 0                                       | 0                 | 0                    | 0                    | 3                                      | 0                                       | 1               | 0                    | 0                    | 9                                      | 0                                       | 0             | 0                    | 0                    | 39                                     | 7                                       | 3             |                           |
| Daniel Cousin    | 22                                     | 8                                       | 4             | 7                    | 0                    | 2                                      | 0                                       | 1                 | 1                    | 0                    | 3                                      | 0                                       | 2               | 0                    | 0                    | 9                                      | 1                                       | 4             | 0                    | 0                    | 36                                     | 9                                       | 10            |                           |
| Nenad Kovačević  | 31                                     | 0                                       | 0             | 7                    | 2                    | 1                                      | 0                                       | 0                 | 0                    | 0                    | 2                                      | 1                                       | 0               | 0                    | 0                    | 0                                      | 0                                       | 0             | 0                    | 0                    | 34                                     | 1                                       | 0             |                           |
| Marco Ramos      | 26                                     | 1                                       | 0             | 9                    | 1                    | 2                                      | 0                                       | 0                 | 1                    | 0                    | 0                                      | 3                                       | 0               | 0                    | 0                    | 3                                      | 0                                       | 0             | 1                    | 0                    | 31                                     | 4                                       | 0             |                           |
| Jussiê           | 18                                     | 3                                       | 6             | 3                    | 0                    | 0                                      | 0                                       | 0                 | 0                    | 0                    | 1                                      | 0                                       | 0               | 1                    | 0                    | 2                                      | 2                                       | 0             | 0                    | 0                    | 21                                     | 5                                       | 6             | Parti au mercato d'hiver  |
| Patrick Barul    | 7                                      | 6                                       | 0             | 1                    | 0                    | 1                                      | 0                                       | 0                 | 1                    | 0                    | 4                                      | 0                                       | 0               | 2                    | 0                    | 6                                      | 0                                       | 0             | 2                    | 0                    | 18                                     | 6                                       | 0             |                           |
| O. Monterrubio   | 15                                     | 1                                       | 0             | 1                    | 0                    | 0                                      | 0                                       | 0                 | 0                    | 0                    | 1                                      | 0                                       | 0               | 0                    | 0                    | 2                                      | 2                                       | 1             | 0                    | 0                    | 18                                     | 2                                       | 1             | Arrivé au mercato d'hiver |
| Olivier Thomert  | 13                                     | 4                                       | 2             | 1                    | 0                    | 0                                      | 1                                       | 0                 | 0                    | 0                    | 2                                      | 0                                       | 1               | 0                    | 0                    | 2                                      | 1                                       | 0             | 0                    | 0                    | 17                                     | 6                                       | 3             | Parti au mercato d'hiver  |
| Razak Boukari    | 8                                      | 21                                      | 0             | 2                    | 0                    | 0                                      | 1                                       | 0                 | 0                    | 0                    | 3                                      | 1                                       | 0               | 1                    | 0                    | 4                                      | 4                                       | 1             | 0                    | 0                    | 15                                     | 27                                      | 1             |                           |
| Issam Jemâa      | 7                                      | 20                                      | 3             | 4                    | 0                    | 0                                      | 1                                       | 2                 | 0                    | 0                    | 3                                      | 0                                       | 1               | 2                    | 1                    | 4                                      | 5                                       | 4             | 0                    | 0                    | 14                                     | 26                                      | 9             |                           |
| Nicolas Gillet   | 6                                      | 2                                       | 0             | 1                    | 0                    | 1                                      | 0                                       | 0                 | 0                    | 0                    | 3                                      | 0                                       | 0               | 0                    | 0                    | 4                                      | 1                                       | 0             | 2                    | 0                    | 14                                     | 3                                       | 0             |                           |
| Sidi Keita       | 5                                      | 13                                      | 0             | 3                    | 1                    | 2                                      | 0                                       | 0                 | 0                    | 0                    | 1                                      | 1                                       | 0               | 0                    | 0                    | 5                                      | 0                                       | 0             | 4                    | 1                    | 13                                     | 14                                      | 0             |                           |
| Grégory Vignal   | 8                                      | 1                                       | 0             | 3                    | 1                    | 0                                      | 0                                       | 0                 | 0                    | 0                    | 0                                      | 0                                       | 0               | 0                    | 0                    | 4                                      | 1                                       | 0             | 0                    | 0                    | 12                                     | 2                                       | 0             | Parti au mercato d'hiver  |
| Milan Biševac    | 9                                      | 0                                       | 0             | 1                    | 0                    | 0                                      | 0                                       | 0                 | 0                    | 0                    | 2                                      | 0                                       | 0               | 0                    | 0                    | 0                                      | 0                                       | 0             | 0                    | 0                    | 11                                     | 0                                       | 0             |                           |
| Damien Tixier    | 4                                      | 2                                       | 0             | 0                    | 0                    | 0                                      | 0                                       | 0                 | 0                    | 0                    | 1                                      | 0                                       | 0               | 0                    | 0                    | 4                                      | 0                                       | 0             | 0                    | 0                    | 9                                      | 2                                       | 0             | Arrivé au mercato d'hiver |
| S. Chabbert      | 0                                      | 0                                       | 0             | 0                    | 0                    | 2                                      | 0                                       | 0                 | 0                    | 0                    | 4                                      | 0                                       | 0               | 0                    | 0                    | 2                                      | 0                                       | 0             | 0                    | 0                    | 6                                      | 0                                       | 0             |                           |
| Jonathan Lacourt | 1                                      | 2                                       | 0             | 1                    | 0                    | 1                                      | 0                                       | 0                 | 0                    | 0                    | 0                                      | 0                                       | 0               | 0                    | 0                    | 1                                      | 1                                       | 0             | 0                    | 0                    | 3                                      | 3                                       | 0             | Parti au mercato d'été    |
| K. Monnet-Paquet | 0                                      | 5                                       | 0             | 0                    | 0                    | 1                                      | 0                                       | 0                 | 0                    | 0                    | 0                                      | 2                                       | 1               | 0                    | 0                    | 1                                      | 3                                       | 0             | 0                    | 0                    | 2                                      | 10                                      | 1             |                           |
| Adel Taarabt     | 0                                      | 1                                       | 0             | 0                    | 0                    | 1                                      | 0                                       | 0                 | 0                    | 0                    | 0                                      | 0                                       | 0               | 0                    | 0                    | 0                                      | 0                                       | 0             | 0                    | 0                    | 1                                      | 1                                       | 0             | Parti au mercato d'hiver  |
| Mounir Diane     | 0                                      | 4                                       | 0             | 0                    | 0                    | 0                                      | 1                                       | 0                 | 0                    | 0                    | 0                                      | 0                                       | 0               | 0                    | 0                    | 0                                      | 1                                       | 0             | 0                    | 0                    | 0                                      | 6                                       | 0             |                           |
| Adil Hermach     | 0                                      | 0                                       | 0             | 0                    | 0                    | 0                                      | 1                                       | 0                 | 0                    | 0                    | 0                                      | 0                                       | 0               | 0                    | 0                    | 0                                      | 2                                       | 0             | 0                    | 0                    | 0                                      | 2                                       | 0             |                           |
| Kamil Zayatte    | 0                                      | 1                                       | 0             | 0                    | 0                    | 0                                      | 0                                       | 0                 | 0                    | 0                    | 0                                      | 0                                       | 0               | 0                    | 0                    | 0                                      | 0                                       | 0             | 0                    | 0                    | 0                                      | 1                                       | 0             | Parti au mercato d'hiver  |

## Rencontres

### Ligue 1

#### Classements

##### Général
| Pl. | Équipe                | J  | V  | N  | D  | BP | BC | +/- | Points | Qualification / Relégation        |
| --- | --------------------- | -- | -- | -- | -- | -- | -- | --- | ------ | --------------------------------- |
| 3   | Toulouse FC           | 38 | 17 | 7  | 14 | 44 | 43 | 1   | 58     | Ligue des Champions, tour prélim. |
| 4   | Rennes                | 38 | 14 | 15 | 9  | 38 | 30 | 8   | 57     | Coupe UEFA, 1er tour              |
| 5   | Lens                  | 38 | 15 | 12 | 11 | 47 | 41 | 6   | 57     | Coupe Intertoto, 3e tour          |
| 6   | Girondins de Bordeaux | 38 | 16 | 9  | 13 | 39 | 35 | 4   | 57     | Coupe UEFA, 1er tour ¹            |
| 7   | Sochaux               | 38 | 15 | 12 | 11 | 46 | 48 | -2  | 57     | Coupe UEFA, 1er tour ¹            |

¹ Girondins de Bordeaux et Sochaux ont remporté la Coupe de la Ligue et la Coupe de France.

##### Buteurs
1. Dindane, Se.Keita : 11 buts
2. Cousin : 4 buts
3. Jemâa, Monterrubio : 3 buts
4. Coulibaly, Demont, Hilton, Carrière : 2 buts

#### Affluences
- Moyenne : 34 362 (taux de remplissage : 83,34 %)
- Maximale : 40 567 contre Marseille

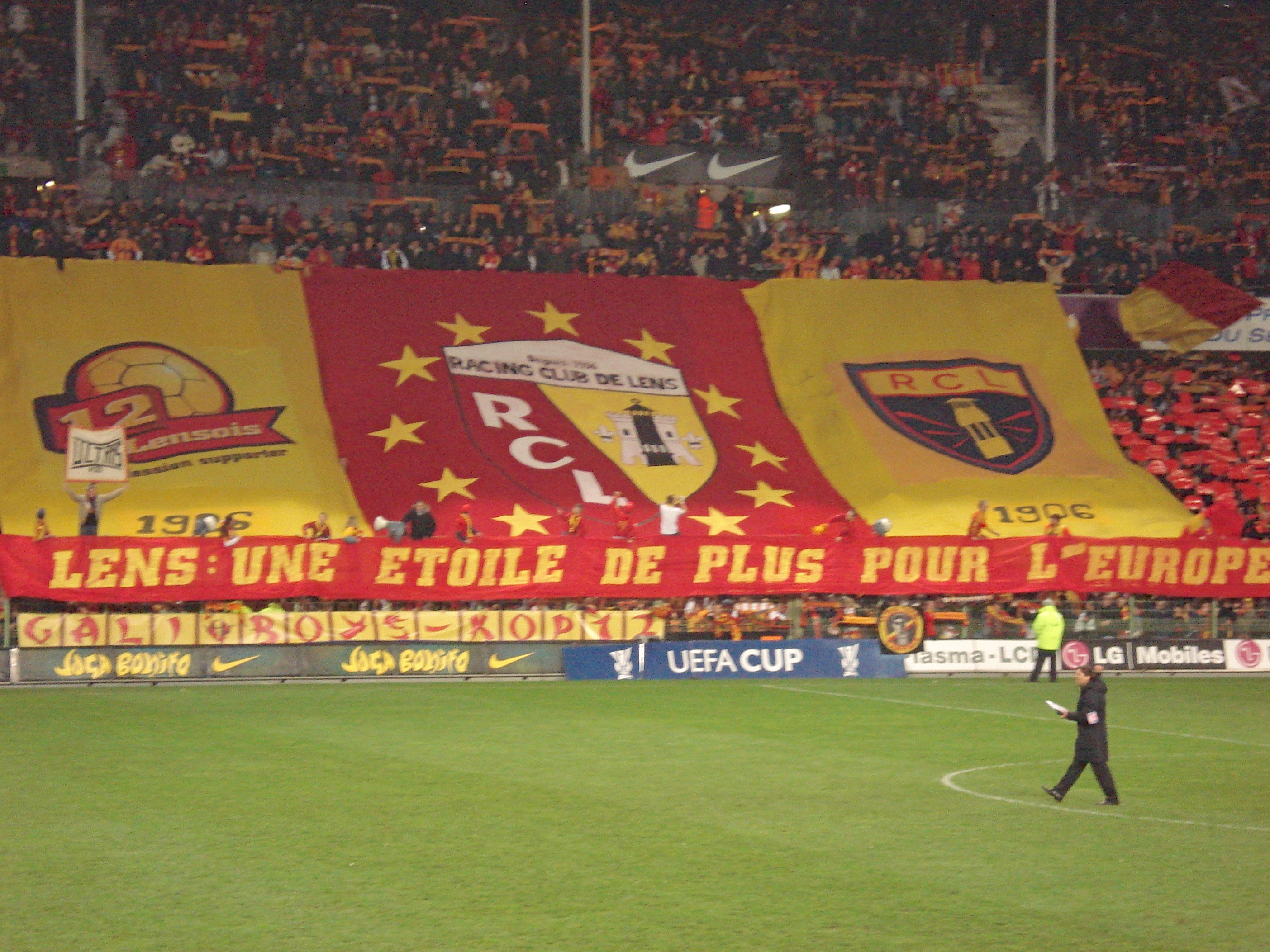
Banderole, lors de Lens / Parme, en Coupe UEFA.

- Minimale : 29 939 contre Sedan